# ヘリオス (航空機)

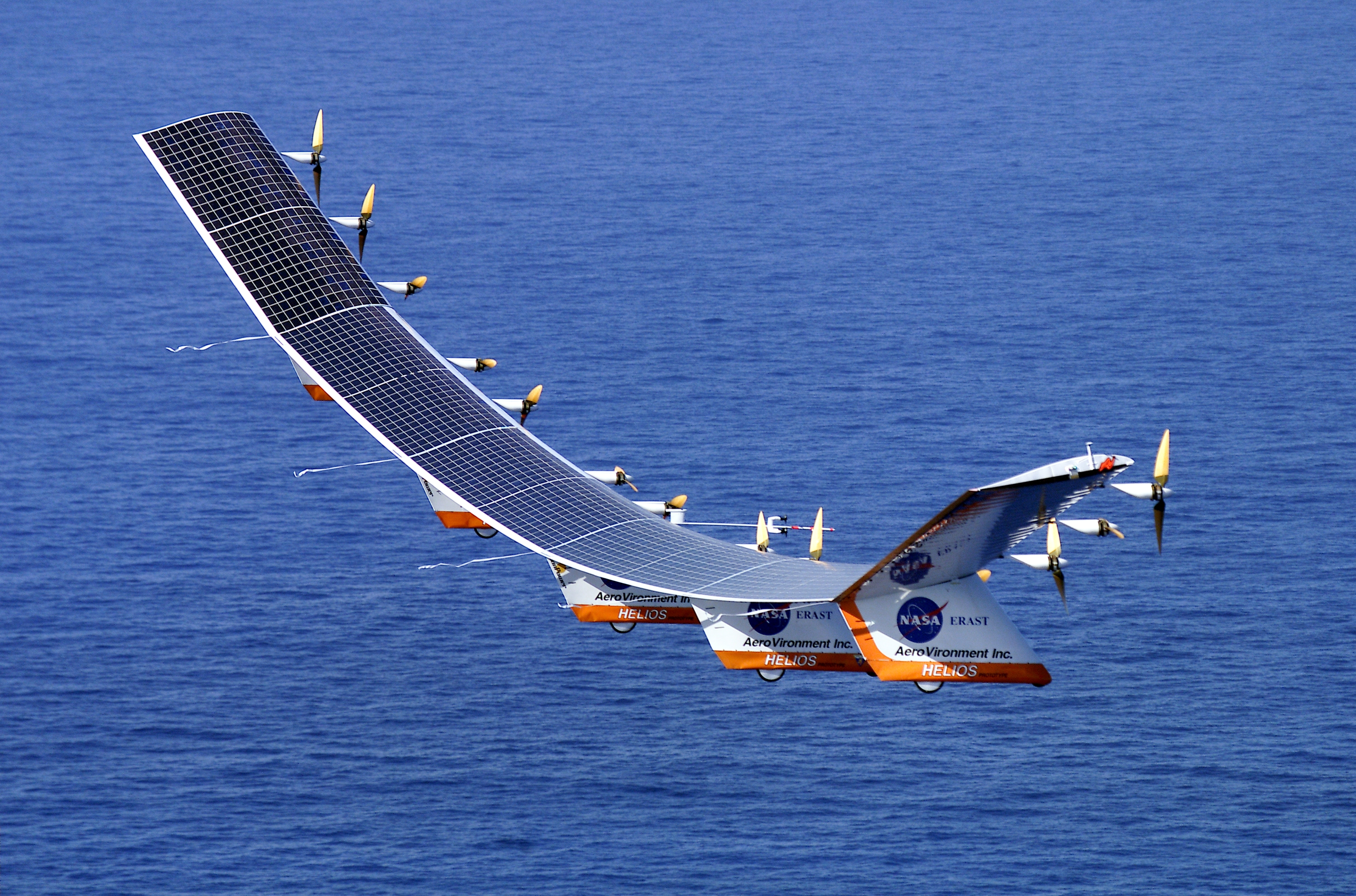
飛行中のヘリオス

「ヘリオス」(Helios) は、アメリカ航空宇宙局 (NASA) が開発した、太陽電池と燃料電池を電源とする無人のソーラープレーン「パスファインダー」(Pathfinder) の実験機。
無人機製作に長けたエアロバイメント社 (AeroVironment, Inc.) が、NASAの「ERASTプロジェクト（環境調査飛行機およびセンサー技術プロジェクト、ERAST）の下で開発した機体である。
2001年8月13日、高度9万6863 フィート (2万9511 メートル) を達成し、プロペラ機としての高度記録を作った。この高度の空気は火星の大気と類似しており、この成果を受けてNASAの科学者は将来「パスファインダー」が火星の大気圏において使用できる機体になる可能性を研究している。
2003年6月26日、「ヘリオス」は故障し、ハワイ・カウアイ島西約16 キロの太平洋上に墜落した。

## 機体の意義と今後の目標
NASAによると、この実験でパスファインダーの概念を立証し、実際に実現させたとすれば、数ヶ月間の連続的な飛行を行うことも可能であるという。それゆえに、「パスファインダー」がいつか人工衛星の代替として大気圏内衛星 (atmospheric satellites) とでも呼べる物の先駆けになるとしている。
NASAは「パスファインダー」に関して以下2つの大きな目標を掲げている。
1. 小規模なペイロードで30 km (約100,000 ft) 近い高高度を飛行すること。
NASAはパスファインダーの開発目的に、第一に高高度における化学実験器具を運搬する機体を開発すること、第二に火星探査計画を実現する機体を設計することを挙げている。NASAによると、この機体は大規模なペイロードで低高度を飛行することも可能であるとしており、パスファインダーの重要性はこの柔軟性であると主張している。
2. 非常に長い滞空時間を達成すること。
当初、2003年の段階までに、15,000メートル（約50,000フィート）以上を96時間滞空可能な機体を開発する計画であった。その後NASAは計画の遅れを発表し、2003年9月の段階で、40時間の滞空が可能であり、かつそのうち最低14時間は15,000メートル以上の滞空性能をもつ機体を開発することを目標としている。

## 設計
太陽電池を供給したのはカリフォルニア州サニーベイルにあるサンパワー社（Sunpower Corporation）であり、ケーブル類が機体背部の太陽電池を遮らないように配線している。燃料電池は非再生型（水素のみを積み、酸素は大気中から取り入れるタイプ）か、再生型（酸素と水素両方を積み、太陽電池による電力によって水を電気分解して繰り返し使用が可能なタイプ）のいずれも搭載可能である。